# Castello di Cinzano
Il Castello di Cinzano è un antico castello situato a Cinzano nella città metropolitana di Torino in Piemonte.

## Storia
Il castello iniziò a prendere le sue forme attuali con le trasformazioni iniziate intorno al 1666 per volontà del marchese Carlo Francesco Renato Della Chiesa, con l'intento di ampliare e abbellire il castello e di circondarlo da giardini, in modo tale da trasformare l'antica fortificazione in una residenza di villeggiatura. L'edificio venne dotato di una nuova facciata in simmetria con l'antico torrione e di un grande salone ricavato dalla copertura della vecchia corte interna. Parallelamente ai lavori all'edificio, i Della Chiesa iniziarono l'acquisto delle case dell'antico ricetto per demolirle e creare i nuovi giardini.
All'inizio del XIX secolo il ramo primogenito della casata dei Della Chiesa si estinse: il castello venne quindi venduto dalle sorelle Paolina in Filippi di Baldissero e Felicita moglie di Prospero Balbo di Vinadio.
 Solamente nel 1872 Ludovico Della Chiesa, che aveva ereditato il titolo di marchese di Cinzano, ma non il castello,  riuscì a riacquistarlo. Incaricò quindi l'ingegnere Giuseppe Tonta di restaurarlo in modo tale da accentuarne i caratteri romantici di stile medievale: si procedette pertanto ad ornarlo con una nuova merlatura copiata da quella della torre più antica, a dotarlo di un nuovo ingresso a levante e di una dépendance per il giardiniere. La decorazione degli interni e la sistemazione dei giardini vennero supervisionate dal conte Ernesto Balbo Bertone di Sambuy negli stessi anni in cui questi faceva parte del comitato promotore della costruzione del borgo medievale del Valentino a Torino.
Dopo aver subito estesi danneggiamenti durante la seconda guerra mondiale ed essere stato vittima dell'incuria negli anni a seguire, nel 1951, alla morte del marchese Vittorio Della Chiesa, il castello venne venduto e restaurato, venendo trasformato prima in ristorante e poi in un istituto medico pedagogico per essere infine, nel 1968, frazionato in appartamenti.

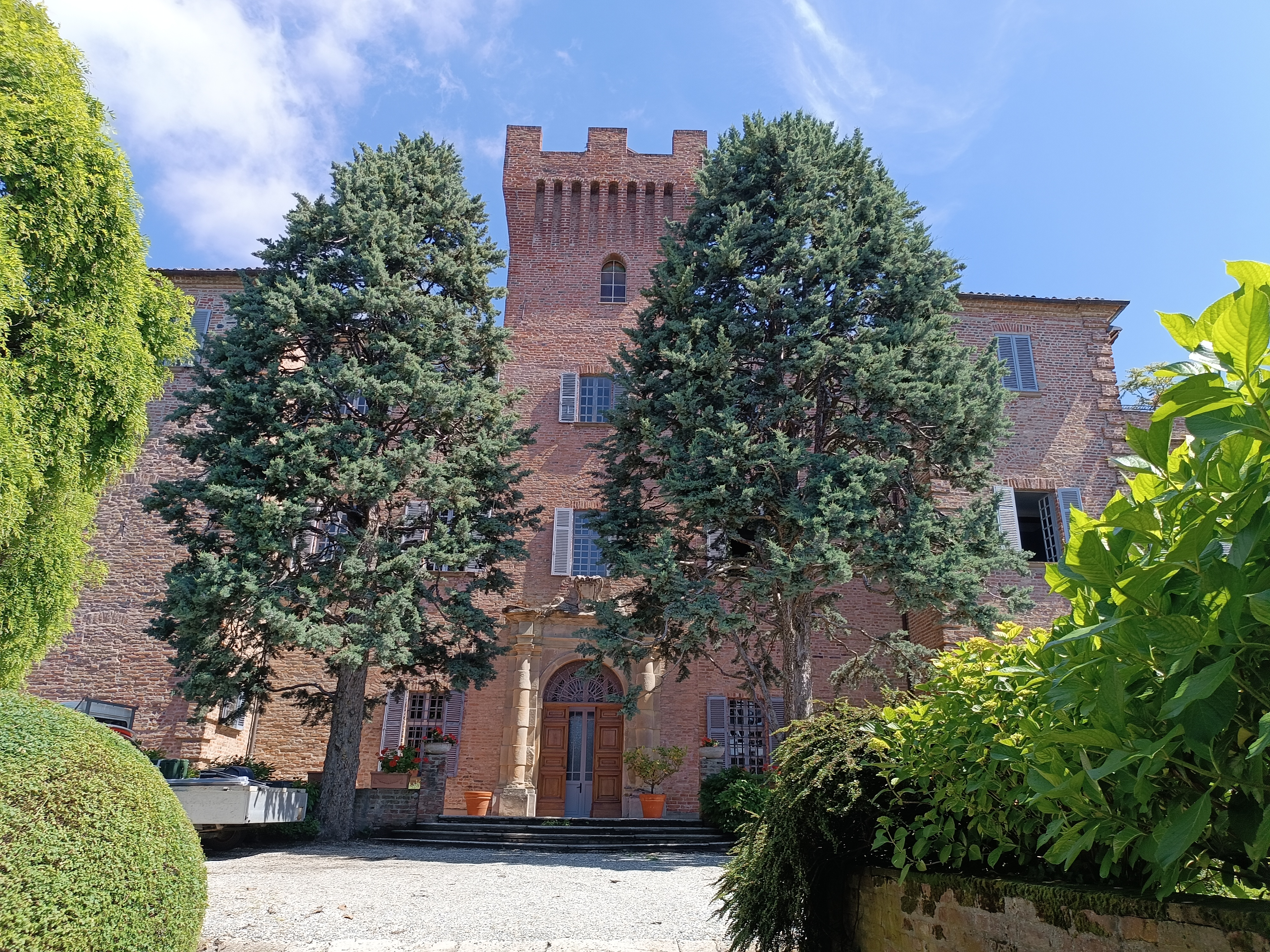
Veduta del Castello

## Descrizione
Il castello sorge in posizione dominante in cima al colle sul quale si adagia il borgo di Cinzano.